# The Tornados
För det amerikanska surfrockbandet, se The Tornadoes.
The Tornados var en brittisk instrumental musikgrupp bildad 1961. Gruppen är mest kända för den instrumentala låten "Telstar".

## Historik
Den brittiska producenten Joe Meek bildade den här musikgruppen. Musikerna i gruppen var ursprungligen George Bellamy och Alan Caddy på gitarr, Roger LaVern på orgel, Heinz Burt på basgitarr, och Clem Cattini på trummor. Joe Meek var en mycket experimentell person när det gällde musik. Han experimenterade mycket med elektronik, och det är till stor del detta som gett gruppens jättehit "Telstar" med sina satellit-läten och andra konstiga ljud sin speciella prägel. "Telstar" blev också den första brittiska listettan på den amerikanska billboardlistan.
Gruppen hade några hits till i hemlandet varav "Globetrotter" nådde #3 på Englandslistan i januari 1963. Men det blev aldrig någon mer internationell hit. Detta berodde dels på en stämning och att gruppen (som ju faktiskt var en studiogrupp) var bunden till ett kontrakt med sångaren Billy Fury i England.

## Medlemmar
- George Bellamy (f. 8 oktober 1941 i Sunderland) – rytmgitarr (1962–1965)
- Heinz Burt (f. 24 juli 1942 i Detmold, Tyskland; d. 7 april 2000 i Weston, Hampshire) – basgitarr (1960–163)
- Alan Caddy (f. 2 februari 1940, Chelsea, London; d. 16 augusti 2000) – sologitarr (1962–1965)
- Clem Cattini (f. Clemente Anselmo Cattini, 28 augusti 1938 i Stoke Newington, North London) – trummor
- Roger LaVern (f. Roger Keith Jackson, 11 november 1938 i Kidderminster, Worcestershire; d. 15 juni 2013) – keyboard (1962–1964)
- Ray Randall (f. 7 november 1944 i Bushey, Hertfordshire) – basgitarr (1963-1966)
- Stuart Taylor (f. 23 oktober 1944 i London; död 18 april 2005) – sologitarr (1964–1965)
- Tab Martin (f. Alan Raymond Brearley, 24 december 1944 i Newcastle-upon-Tyne, Northumbria) – basgitarr (1963)
- Brian Gregg (f. 31 januari 1939 i London) – basgitarr (1963)
- Jimmy O'Brien – keyboard (1964–1965)
- Norman Hale – keyboard (1962)
- Dave Watts - keyboard (1965–1967)
- Bryan Irwin - rytmgitarr (1965–1966)
- Dave Cameron – sologitarr (1965–1966)
- Tony Marsh – keyboard (1965)
- Peter Adams – trummor (1965–1966)
- Roger Warwick – tenorsaxofon (1965–1966)
- John Davies – trummor (1966–1967)
- Robb Huxley – sologitarr (1966–1967)
- Pete Holder – sologitarr, sång (1966–1967)
- Roger Holder – basgitarr (1966–1967)
- Jon Werrell – trummor (1973–1974)
- Tony Cowell – sologitarr (1972–1974)

Tornados 65 (på "Early Bird" och "Stingray"-singlarna)
- Bryan Irwin (rytmgitarr), Dave Cameron (sologitarr), Peter Adams (trummor), Ray Randall (basgitarr), Roger Warwick (tenorsaxofon)

The New Tornados (1966 singles, The Saxons med nytt namn plus David Watts
- John Davies (trummor), Robb Huxley (sologitarr), Pete Holder (sologitarr), David Watts (keyboard), Roger Holder (basgitarr)

Original Tornados
1975 återförenades Clem Cattini, Roger LaVern, Heinz Burt och George Bellamy och spelade in en ny version av "Telstar".

## Diskografi

### Singlar
- "Love and Fury" (Meek) / "Popeye Twist" (Cattini) (Decca F11449, 1962)
- "Telstar" (Meek) / "Jungle Fever" (Goddard) (Decca F11494, 1962) - UK & U.S. Number 1
- "Globetrotter" (Meek) / "Locomotion With Me" (Decca F11562, 1963) - UK Number 5
- "Robot" (Meek) / "Life On Venus" (Meek) (Decca F11606, 1963) - UK Number 19
- "The Ice Cream Man" (Meek) / "Scales Of Justice (Theme)" (Decca F11662, 1963) - UK Number 21
- "Dragonfly" / "Hymn For Teenagers" (Meek) (Decca F11745, 1963) - UK Number 41
- "Joystick" (Meek) / "Hot Pot" (Meek) (Decca F11838, 1964)
- "Monte Carlo" / "Blue Blue Beat" (Irwin) (Decca F11889, 1964)
- "Exodus" / "Blackpool Rock" (Cattini) (Decca F11946, 1964) - UK Number 41
- "Granada" / "Ragunboneman" (Meek) (Columbia DB7455, 1965)
- "Early Bird" (Meek) / "Stomping Thru The Rye" (Tornados) (Columbia DB7589, 1965)
- "Stingray" (Gray) / "Aqua Marina" (Gray) (Columbia DB 7687, 1965)
- "Pop-Art Goes Mozart" (Mozart arr. Meek) / "Too Much In Love Too Hear" (Gale; Holder) (Columbia DB7856, 1966)
- "Is That A Ship I Hear" (Meek) / "Do You Come Here Often?" (Tornados) (Columbia DB7894, 1966)
- "Telstar" / "Red Rocket" (som Original Tornados, SRT 1975)

### EP-singlar
- The Sounds of The Tornados (Decca DFE 8510, 1962)

"Ridin The Wind"; "Earthy"; "Dreamin On A Cloud"; "Red Roses And A Sky Of Blue"
- Telstar (Decca DFE 8511, 1962)

"Love and Fury"; "Popeye Twist"; "Telstar"; "Jungle Fever"
- More Sounds from The Tornados (Decca DFE 8521,: 1962)

"Chasing Moonbeams"; "Theme från A Summer Place"; "Swinging Beefeater"; "The Breeze And I"
- Tornado Rock (Decca DFE 8533, 1963)

"Ready Teddy"; "My Babe"; "Blue Moon of Kentucky"; "Long Tall Sally"

### Album
- Away From It All (Decca LK4552, 1964)

"Indian Brave" / "Flycatcher" / "Lullaby For Guilla" / "Dreams Do Come True" / "Costa Monger" / "Lonely Paradise" / "Chattanooga Choo Choo" / "Rip It Up" (Vocal) / "Cootenanny"
/ "Night Rider" / "Hymn For Teenagers".

### Övriga utgåvor
- The Original Telstar: The Sounds of the Tornadoes (U.S. 1962)
- Side 1: "Telstar" / "Red Roses and a Sky of Blue" / "Chasing Moonbeams" / "Earthy" / "Swinging Beefeater" / "Theme from a Summer Place"
- Side 2: "Love and Fury" / "Dreamin' on a Cloud" / "Ridin' the Wind" / "The Breeze and I" / "Jungle Fever" / "Popeye Twist"

## Billy Fury
Från januari 1962 till augusti 1963, turnerade och spelade de in skivor tillsammans med Billy Fury, under egna namnet The Tornados. . skivorna producerades av Mike Smith och Ivor Raymonde, inte av Joe Meek. På 70-talet startade Billy Fury ett nytt kompband som fick heta Fury's Tornados, med en helt annan sättning. Även de spelade in och gav ut en version av "Telstar" i mitten av 70-talet.

### Diskografi
- Billy Fury and The Tornados (Decca DFE 8525, EP, inspelade 8 - 11 januari, och utgiven 30 mars 1963[2])

"Nobody's Child"; "What Did I Do"; "I Can't Help Loving You"; "Keep Away"
- Billy Fury and The Tornados: We Want Billy! (live, inspelad 30 april 1963) (Decca (S)LK4548, utgiven oktober 1963)